# (2286) Fesenkov
(2286) Fesenkov (1977 NH; 1935 SD1; 1948 RY; 1954 LC; 1958 VS; 1961 TH1; 1973 FV1) ist ein Asteroid des inneren Hauptgürtels, der am 14. Juli 1977 vom russischen Astronomen Nikolai Stepanowitsch Tschernych am Krim-Observatorium in Nautschnyj (IAU-Code 095) entdeckt wurde.

## Benennung
(2286) Fesenkov wurde nach Wassili Grigorjewitsch Fessenkow (1889–1972) benannt. Er gründete das Astrophysikalische Institut Fessenkow in Almaty (heutiges Kasachstan). Seine wissenschaftlichen Aktivitäten umfassten Sonnen- und Sternphysik, Satelliten und Planeten, atmosphärische Optik, Meteoriten und Kosmogonie. Von 1924 bis 1964 schrieb er für das Astronomitscheski journal (heute Astronomy Letters). Ab 1945 war er Vorsitzender der Komitees für Meteoriten der Akademie der Wissenschaften der UdSSR. Der Marskrater Fesenkov wurde ebenfalls nach ihm benannt.